# داود سلیمانی
داود سلیمانی سیاست‌مدار اصلاح‌طلب ایرانی است. وی عضو شورای مرکزی جبهه مشارکت، عضو انجمن اسلامی مدرسین دانشگاه‌ها و استاد دانشکده الهیات و معارف اسلامی دانشگاه تهران است. سلیمانی نماینده مردم تهران در مجلس ششم شورای اسلامی (عضو کمیسیون فرهنگی مجلس) و معاون دانشجویی دانشگاه تهران در دوره اصلاحات (زمان ریاست جمهوری محمد خاتمی) بود.
وی در سال ۱۳۷۸ و در زمان حملهٔ لباس‌شخصی‌ها به کوی دانشگاه تهران نقش مؤثری در افشای جنایت‌های لباس‌شخصی‌ها و عوامل سرکوبگر نیروی انتظامی در حمله به کوی دانشگاه داشت.
سلیمانی از نمایندگان مجلس ششم بود که برای شرکت درانتخابات مجلس هفتم توسط شورای نگهبان رد صلاحیت شدند.
وی از اولین سال ریاست جمهوری احمدی نژاد بارها و بارها به صراحت از عملکرد دولت انتقاد کرد.
او در جریان انتخابات دهم ریاست جمهوری ایران قائم مقام ستاد انتخاباتی استان تهران میرحسین موسوی بود. ۴ روز پس از انتخابات در صبح روز ۲۶ خرداد ۱۳۸۸ بازداشت شد. در ۳ اسفند ۱۳۸۸ در دادگاه غیرعلنی به اتهام‌های «نشر اکاذیب و تشویش اذهان عمومی، تبانی و اجتماع و تبلیغ علیه نظام» محاکمه و در ۶ فروردین ۱۳۸۹ به اشد مجازات یعنی ۶ سال حبس تعزیری و ۱۰ سال محرومیت از فعالیت‌های حزبی و مطبوعاتی محکوم گردید. او در نامه‌ای که در خرداد ۱۳۸۹ به سید علی خامنه‌ای رهبر ایران نوشته مدعی شده که «در بازجویی‌ها تحت شرایط شدید روحی و روانی، ضرب، شتم، فحاشی، اهانت و … قرار گرفته .. و توسط یک گروه از بازجویان تحت شرایط غیرمعمول و در فشار برای نوشتن اقاریر کذب قرار گرفته‌ام که نام برخی از آن‌ها را می‌دانم و به دلیل اینکه عملاً در آنجا جز خدا شاهدی نداشته‌ام هیچگونه ادعایی ندارم.»